# Institut des organes sensoriels
 (septembre 2011).
Si vous disposez d'ouvrages ou d'articles de référence ou si vous connaissez des sites web de qualité traitant du thème abordé ici, merci de compléter l'article en donnant les références utiles à sa vérifiabilité et en les liant à la section « Notes et références ».
L’Institut des Organes Sensoriels est un institut de recherche situé à Kajetany en Pologne, établi en 2008. Sa forme juridique est représentée sous la forme d'une société à responsabilité limitée.
La recherche appliquée dans les domaines de la prophylaxie, du diagnostic, du traitement et de la réhabilitation des maladies des organes sensoriels est la mission que l'Institut des Organes Sensoriels s'est donnée en 2008. Une autre de ses missions est l'enseignement et la conduite d'ateliers de formation. 
Le premier projet fut l'étude, la réalisation, les tests et la mise en œuvre du programme concernant la Plateforme d'Examens Sensoriels. Cette Plateforme est destinée au dépistage des maladies de l'ouïe, de la vue et de l'élocution chez les enfants et les jeunes et des personnes ayant des besoins de rééducation particuliers.
La seconde action fut l'organisation des ateliers de formation dans le domaine de l'otochirurgie moderne et plus particulièrement de celui des implants auditifs.

## Prix et récompenses
2009
- Médaille d'or avec mention spéciale – Bruxelles

2010
- Prix du Ministère des Sciences et de l'Enseignement Supérieur - Varsovie
- Titre de « Leader de L'Innovation 2010 » – Katowice
- Médaille d'or – Genève
- Prix Spécial de la République d'Iran – Genève
- Médaille d'argent pour notre Plateforme d'Examens Sensoriels – Paris
- Médaille d'or – Kuala Lumpur
- Prix Spécial pour notre Plateforme d'Examens Sensoriels – Kuala Lumpur
- Prix Spécial pour notre Plateforme d'Examens Sensoriels – Kuala Lumpur
- Médaille d'or – Sébastopol
- Médaille d'argent – Taipei
- Médaille d'or – Varsovie
- Médaille d'or – Nuremberg
- Médaille d'argent – Bruxelles
- Médaille d'or pour notre Plateforme d'Examens Sensoriels – Séoul
- Prix Spécial pour notre Plateforme d'Examens Sensoriels – Séoul
- Médaille d'or pour notre Clinique de Réhabilitation à Domicile – Séoul
- Prix Spécial pour notre Clinique de Réhabilitation à Domicile – Séoul

2011
- Prix du Ministère des Sciences et de l'Enseignement Supérieur - Varsovie

## Partenaires
- L’Institut de physiologie et de pathologie auditive de Varsovie
- Centre de l’audition et de la Medincus